# Jacob Fagerberg

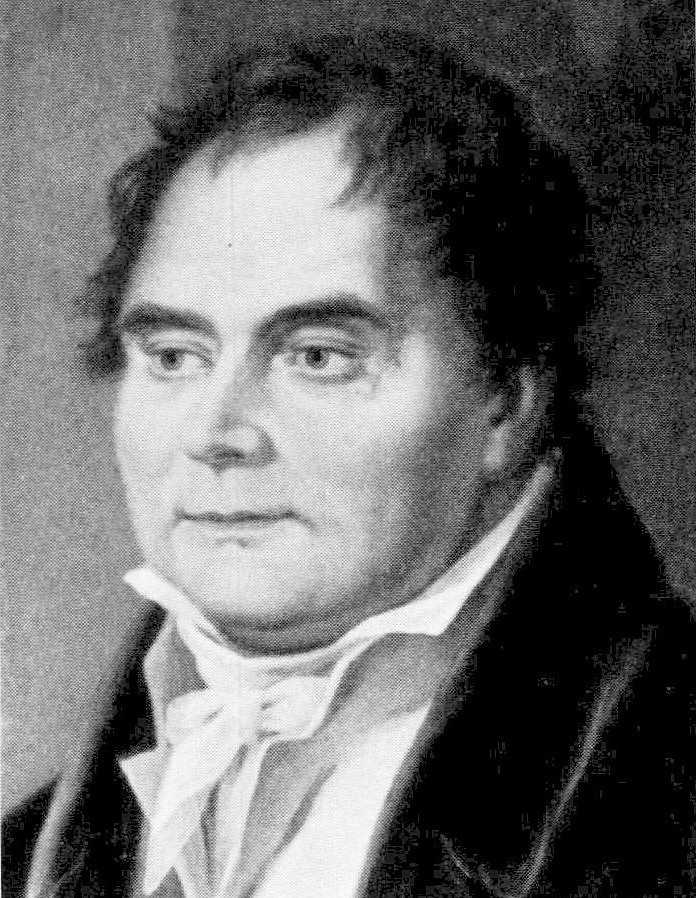
Jacob Fagerberg, oljemålning av Fredric Westin.

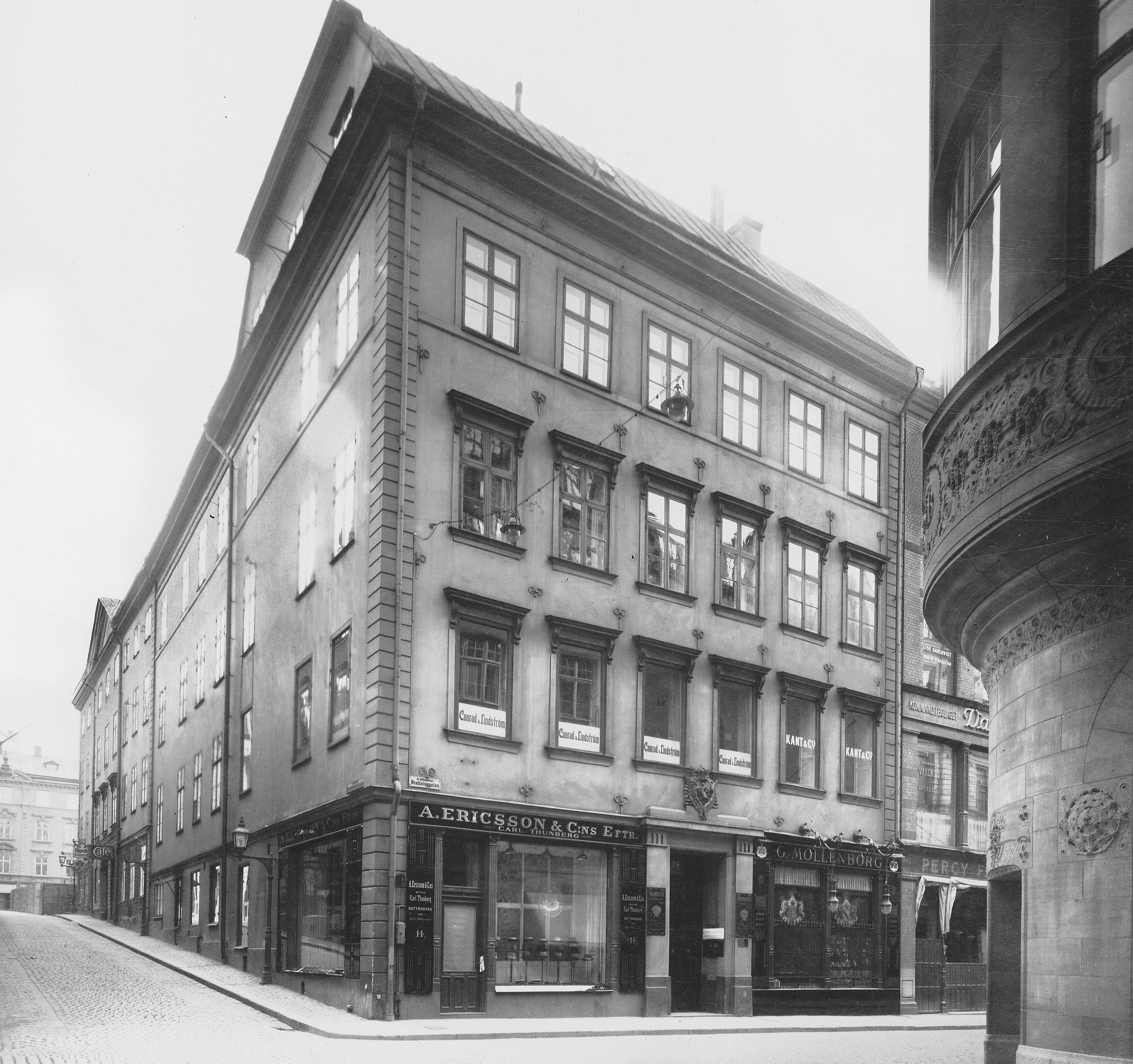
Fagerbergska huset 1918.

Jacob Pehrsson Fagerberg, född 22 december 1769 i Askeryds församling, död 21 oktober 1830 i Klara församling, var en svensk sadelmakare och filantrop. Han var ägare av det efter honom uppkallade Fagerbergska huset vid Drottninggatan i Stockholm.

## Biografi
Fagerberg kom från ett fattigt hem. Föräldrarna var torparparet Pehr Pehrsson (död 1811) och Lisken Gunnarsdotter (död 1783). Förutom sonen Jacob hade familjen även tre döttrar. Familjen flyttade 1777 till Fagerhult i grannsocken Asby. Efter byn Fagerhult tog Fagerberg sedan sitt efternamn. 
År 1785 kom Fagerberg till Stockholm och inträdde året därpå i sadelmakareyrket. En sysselsättning som skulle bestämma hela hans liv och gärning. Sin grundutbildning fick han som lärling hos sadelmakaren Anders Elg. Gesäll blev han 1791 och sin gesällvandring företog han 1794 till Sankt Petersburg. 1797 återvände han till Stockholm. Mellan 1798 och 1801 vistades han i England.h Han blev efter en tvist med sadelmakarämbetet styckmästare i Stockholm 1802. År 1807 blev han även korpral vid borgerskapets kavalleri. I februari 1807 fick han burskap som sadelmakare. Året därpå förvärvade för 12 000 riksdaler det efter honom uppkallade Fagerbergska huset i kvarteret Brunkhuvudet vid Drottninggatan 14 / Karduansmakargatan 3 på nedre Norrmalm. 
På grund av hans fattiga bakgrund undrade samtiden hur han hade råd att köpa en fastighet på Drottninggatan. Enligt en tradition skulle Fagerberg ha köpt ett äldre hus med koppartak och sedan med vinst sålt kopparn till utlandet. Framför allt hade han en framstående arbetsförmåga och duglighet, vilket gjorde att han alltmer ökade sina tillgångar. Han blev en förmögen man och förvärvade sedermera flera hus i Stockholm, bland annat Hornsgatan 34 (J.A. Göthes hus) vilket han köpte av slottsstenhuggaren Göthes arvingar. Hans sadelmakarverkstad i kvarteret Brunkhuvudet blev huvudstadens främsta. Han fick även förtroendet som ålderman i sadelmakarämbetet 1811-1815. Fagerberg fann sin sista vila på Klara kyrkas kyrkogård. 
Fagerberg var ogift och barnlös och efterlämnade en större förmögenhet om 170 000 riksdaler. Han testamenterade medel till en stiftelse till  Asby och Torpa socknar, sin hemtrakt, och en pensionsinrättning i Stockholm samt en fond för nödställda inom borgerskapet, bland annat änkor och barn. För sin tid var Fagerbergs donationer ganska enastående. I Asby och Torpa kyrkor finns Fagerbergs porträtt målat av Fredric Westin. Porträttet bär inskriften Redbar i lifvet, Wälgörande efter döden. Dessa ord finns även på hans gravsten på Klara kyrkogård. Det Fagerbergska huset vid Drottninggatan revs 1929 och ersattes av Gahns hus, ritat av arkitekt Wolter Gahn.